# Ferrovia Murlo-Monte Antico
La ferrovia delle Miniere di Murlo, inizialmente nota come Murlo-Monte Antico e dal 1940 come ferrovia Murlo-Befa, era una ferrovia mineraria privata, prima a scartamento ordinario poi a scartamento ridotto, che collegava il bacino minerario di Murlo a Monte Antico sulla linea storica Siena-Grosseto, passando attraverso la Valle dell'Ombrone.

## Storia
La ferrovia entrò in esercizio nel 1877 per trasportare la lignite e la calce verso la costa grossetana e i mercati del nord Italia.
La sua costruzione, con binari a scartamento normale (143,5 cm), si deve alla Società Anonima della Miniera Carbonifera di Murlo, che gestì inizialmente l’attività mineraria (1872-1876); in questa fase la ferrovia arrivava fino alla Volta al Salcio presso Monte Antico, dove si innestava sulla Siena-Monte Amiata-Grosseto. Si susseguirono poi nella gestione mineraria la Compagnie Française des Charbonnages de Pienza (1876-1885) e la Società generale per l’Industria delle Ligniti Italiane (1886-1894), dopodiché la miniera rimase ferma per circa 25 anni, fino all’arrivo della Società SAI-Ansaldo nel 1918, che riarmò la ferrovia in disuso con binari a scartamento ridotto (95 cm),  più economici e sufficienti per le piccole locomotive utilizzate.  L’Ansaldo cessò l’attività nel 1922 al momento in cui si vide espropriare il tratto finale della ferrovia mineraria (da La Befa a Monte Antico) per la realizzazione della ferrovia Siena-Buonconvento-Monte Antico, inaugurata nel 1927.

### La riapertura durante la seconda guerra mondiale

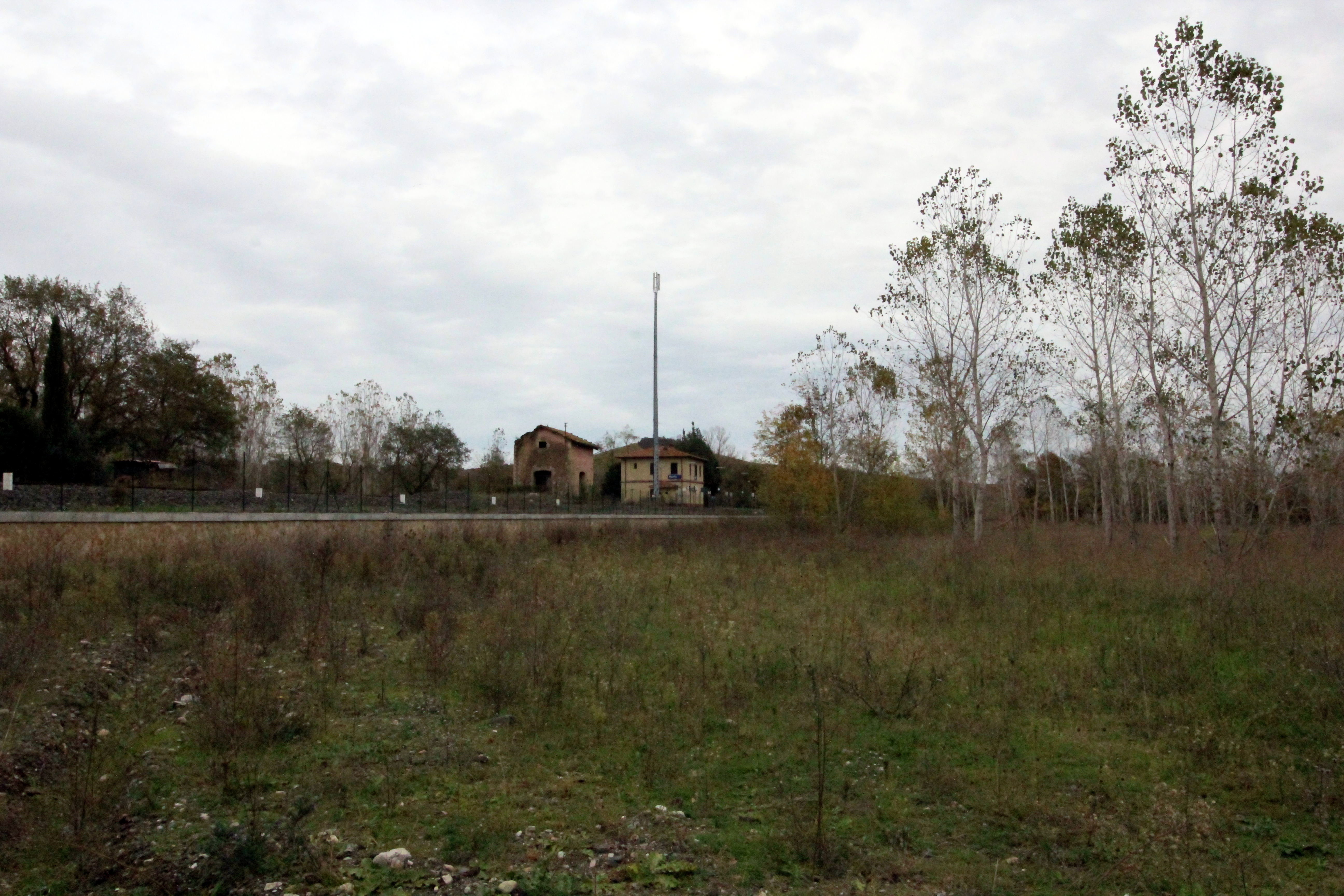
La Befa è stata raggiunta dalla ferrovia solamente a partire dal 1940.

La seconda guerra mondiale, con i gravi problemi di approvvigionamento delle materie prime, fece tornare di attualità la lignite e con essa la necessità del suo trasporto: assieme alla nuova gestione delle miniere di Murlo a cura della Società Miniere Carbonifere di Murlo, nel 1940 si ricostruì la ferrovia con binari a scartamento ridotto tipo Decauville (60 cm), ancora più economici e di facile e veloce posa, fino alla Befa, dove venne realizzato un deposito dal quale la lignite veniva caricata sui treni della nuova linea per Grosseto. Nel 1944 i danneggiamenti dei guastatori tedeschi sulla linea ferroviaria per Grosseto, la resero inutilizzabile per le miniere di Murlo, che di lì a poco cessarono nuovamente l’attività. Dal 1951 al 1968, infine, la gestione viene trasferita alla Società Calce, Cementi, Carboni e Laterizi di Murlo, che di fatto però non porterà avanti nessun tipo di attività.

## Caratteristiche
La linea si originava dalla miniere di Murlo avanzando verso sud lungo la Valle dell'Ombrone ripercorrendo in gran parte quello che sarebbe diventato, dal 1927, il tracciato attraverso la Val d'Arbia della Siena-Grosseto. Per il servizio merci fu scelto lo scartamento ordinario (1435 mm) e rimane in vigore fino alla chiusura della miniera del 1893 quando la ferrovia venne smontata e così pure le infrastrutture che vennero successivamente ricostruite dalla Società Ansaldo assieme all'introduzione dello scartamento ridotto 950 mm.

### Percorso
L’antico percorso, lasciata la zona mineraria di Murlo, puntava in direzione sud seguendo quello del torrente Crevole per immettersi - superando a ovest la frazione della Befa  - nella vallata dell’Ombrone prima di raggiungere la stazione di Monte Antico. L'infrastruttura aveva resa necessario la costruzione di sei ponti minori nonché i due grandi ponti in calcestruzzo di cemento sull'Ombrone a Mattioni (90 metri) e a Montantico (130 metri) oltre a due gallerie, quella di Quinciano (273 metri) e quella dei Tini (metri 110). A lavoro ultimato risultarono realizzate sei case cantoniere, occorrenti a garantire la manutenzione della ferrovia e il funzionamento del telegrafo, il complesso del Deposito alla Volta al Salcio e la stazione originaria di Salceta, posta a metà percorso, laddove i treni in transito potessero scambiarsi.
Rispetto al tracciato attuale della ferrovia Siena-Grosseto, la linea si innestava nel tracciato che da Asciano arriva a Monte Antico alla Volta al Salcio, ovvero ad est della stazione e dell'attraversamento del fiume Ombrone. Il nuovo scartamento ridotto, introdotto nel 1918, abbisognò di notevoli lavori al suo termine nei pressi della Volta al Salcio per consentire il trasbordo della lignite sui convogli che percorrevano la linea tradizionale.

### Linea Decauville
Con la riapertura della linea nel 1940, la ferrovia venne di nuovo ricostruita anche se il suo percorso totale fu ridotto a quattro chilometri per consentire il trasporto della lignite al piano caricatore nei pressi della Befa, subito dopo la galleria delle Verzure, dove nel 1927 era stata aperta la stazione di Murlo lungo la linea Siena-Grosseto.

Qui un binario di servizio collegava lo scalo ferroviario al deposito destinato alla lignite.